# 9 september
9 september is de 252ste dag van het jaar (253ste dag in een schrikkeljaar) in de gregoriaanse kalender. Hierna volgen nog 113 dagen tot het einde van het jaar.

## Gebeurtenissen
- Algemeen
  - 1913 - Tijdens onweer komt een zeppelin in de Noordzee terecht, 14 bemanningsleden komen om. Dit is het eerste dodelijke ongeval met een zeppelin.
  - 1980 - De Derbyshire vergaat tijdens de tyfoon Orchid, in het zuiden van Japan met de gehele bemanning.
  - 1998 - In de binnenstad van Deventer ontstaat veel schade als gevolg van een windhoos die langs en door het gebied Twello-Deventer raast.
  - 2023 - Een aardbeving met een kracht van 6,8 op de schaal van Richter treft het Atlasgebergte tussen Marrakesh en Agadir. Het natuurgeweld eist duizenden dodelijke en gewonde slachtoffers.[1][2][3] (Lees verder)
- Criminaliteit en veiligheid
  - 1987 - Ferdi Elsas ontvoert Gerrit Jan Heijn, en vermoordt hem in de bossen bij Renkum. De ontvoering houdt Nederland tot 6 april 1988 in spanning.
  - 1995 - Ajax-voetballer Patrick Kluivert veroorzaakt een dodelijk ongeluk in een geleende, onverzekerde BMW-sportauto.
- Kunst en cultuur
  - 1980 - Het verdrag tot oprichting van de Nederlandse Taalunie wordt in Brussel ondertekend.
  - 2013 - Het Van Gogh Museum heeft een nieuw schilderij van Vincent van Gogh ontdekt: Zonsondergang bij Montmajour.
  - 2023 - In de gerenoveerde voormalige Beurs van Brussel wordt het nieuwe biermuseum Belgian Beer World geopend, een interactief beleveniscentrum rond de Belgische biercultuur.[4]
  - 2023 - Bij het filmfestival van Venetië wint de film Poor Things van de Griekse regisseur Giorgos Lanthimos een Gouden Leeuw. De Zilveren Leeuw - Grote Juryprijs (de tweede prijs van het festival) gaat naar Aku wa sonzai shinai (Evil Does Not Exist) van de Japanner regisseur Ryusuke Hamaguchi.[5] Peter Sarsgaard wint de prijs voor beste acteur voor zijn rol in Memory, Cailee Spaeny wint de prijs voor beste actrice voor haar rol in Priscilla en Matteo Garrone wint de Zilveren Leeuw voor beste regisseur voor Io capitano.[6]
- Media
  - 2024 - De eerste aflevering van NOS Journaal in Makkelĳke Taal is vanmiddag om 17.00 uur op tv uitgezonden. Afke Boven was de nieuwslezeres.
- Muziek
  - 2003 - DJ Tiësto geeft als eerste dj een volledig stadionconcert in het GelreDome te Arnhem.
  - 2004 - Madonna treedt op tijdens haar Re-Invention Tour in het GelreDome te Arnhem.
- Oorlog
  - 1915 - Een Duitse zeppelin bombardeert Londen.
  - 1944 - Bulgarije wordt bevrijd door de Sovjet-Unie.
  - 1990 - Samuel Doe, de president van Liberia, wordt in Monrovia door de rebellen van Prince Yormie Johnson verwond en gevangengenomen. Doe wordt gefolterd en later vermoord.
  - 1993 - Bij hevige gevechten tussen troepen van de Verenigde Naties en een Somalische militie in de hoofdstad Mogadishu komen tientallen burgers om het leven.
- Politiek
  - 337 - Na de dood van Constantijn I wordt het Romeinse Rijk verdeeld door zijn drie zoons: Constantijn II, Constantius II en Constans.
  - 1850 - Californië treedt als 31e staat toe tot de Verenigde Staten.[7]
  - 1867 - Het groothertogdom Luxemburg behoudt zijn onafhankelijkheid na de oplossing van de Luxemburgse kwestie.
  - 1948 - Oprichting van de Democratische Volksrepubliek Korea.
  - 1965 - Tibet wordt een autonome regio van China.
  - 1990 - Tijdens een topontmoeting in Helsinki tussen George Bush en Michail Gorbatsjov verklaren beide politici dat Irak de VN-resoluties moet respecteren.
  - 2011 - De zoon van oud-dictator Nicolae Ceaușescu van Roemenië daagt een theater voor de rechter vanwege een toneelstuk waarin zijn ouders een rol spelen. Volgens hem wordt zo inbreuk op het ‘handelsmerk’ Ceaușescu gemaakt.
  - 2021 - De Amerikaanse president Joe Biden kondigt een coronavaccinatieplicht af voor alle medewerkers van de Amerikaanse federale overheid, evenals voor werknemers van bedrijven en organisaties die zakendoen met de overheid.[8]
- Recreatie
  - 2005 - In de Efteling vindt een ongeval plaats met de attractie Python.
- Religie
  - 1743 - Paus Benedictus XIV creëert 25 nieuwe kardinalen, onder wie de bisschop van Freising en latere prins-bisschop van Luik Johan Theodoor van Beieren
  - 1831 - Oprichting van het rooms-katholieke apostolisch vicariaat Korea.
  - 1958 - Bisschopswijding van Joannes van Dodewaard, Nederlands bisschop-coadjutor van Haarlem.
  - 2000 - Bisschopswijding van Jan van Burgsteden, Nederlands hulpbisschop van Haarlem.
- Sport
  - 1970 - Feyenoord wint als eerste Nederlandse club de Wereldbeker
  - 1981 - Door een 2-2 gelijkspel tegen Ierland komt voor het Nederlands voetbalelftal de deelname aan het WK voetbal 1982 in gevaar.
  - 1987 - Het Nederlands voetbalelftal speelt met 0-0 gelijk tegen België. Ajacied Henny Meijer en Sjaak Troost (Feyenoord) maken hun debuut voor Oranje in de oefeninterland.
  - 1992 - In Kopenhagen wordt het nationale voetbalstadion Parken officieel geopend.
  - 2005 - De Nederlandse judoka's Edith Bosch en Guillaume Elmont worden in Caïro wereldkampioen.
  - 2007 - Sprintatleet Asafa Powell scherpt in Rieti zijn eigen wereldrecord (9,77) op de 100 meter aan tot 9,74.
  - 2007 - Jesse Huta Galung wint zijn eerste challengertitel, door in de finale van het toernooi in Alphen aan den Rijn de Fransman August Gensse te verslaan in 3 sets: 6-4 6-7(9) 7-6(3).
  - 2012 - Serena Williams wint voor de vierde maal in haar carrière de US Open. De Amerikaanse is in de finale met 6-2, 2-6, 7-5 te sterk voor de Wit-Russische Viktoryja Azarenka. Het is Williams' vijftiende grandslamzege.
  - 2023 - De 19-jarige Amerikaanse Cori Gauff wint in New York de US Open tennis en pakt daarmee haar eerste zege in een grandslamtoernooi. In de finale verslaat Gauff de Wit-Russin Aryna Sabalenka in 3 sets: 2-6, 6-3 en 6-2.[9]
  - 2023 - Bij de Wereldkampioenschappen roeien in Belgrado (Servië) winnen de Nederlandse roeisters Ymkje Clevering en Veronique Meester de kampioenstitel in de klasse twee zonder. Het Australische tweetal Jessica Morrison en Annabelle McIntrye worden tweede en Ioana Vrînceanu en Roxana Anghel uit Roemenië eindigen als derde.[10]
  - 2023 - De Nederlandse roeisters Marloes Oldenburg, Hermijntje Drenth, Tinka Offereins en Benthe Boonstra winnen goud in de klasse vier zonder bij de Wereldkampioenschappen roeien in Belgrado (Servië). Het Roemeense kwartet Mădălina Bereș, Maria Tivodariu, Maria Magdalena Rusu en Amalia Bereș vaart naar zilver en de Britse dames Heidi Long, Rowan McKellar, Helen Glover en Rebecca Shorten pakken brons.[10]
  - 2023 - In de klasse dubbel vier moeten de Nederlandse roeisters Bente Paulis, Laila Youssifou, Roos de Jong en Tessa Dullemans in de finale bij de Wereldkampioenschappen roeien in Belgrado (Servië) hun meerdere erkennen in de Britse boot met Lauren Henry, Hannah Scott, Lola Anderson en Georgina Brayshaw. Het Chinese viertal Chen Yunxia, Zhang Ling, Lü Yang en Cui Xiaotong legt beslag op de derde plaats.[10]
  - 2023 - De Nederlandse roeiers Lennart Van Lierop, Finn Florijn, Tone Wieten en Koen Metsemakers winnen goud in de klasse dubbel vier bij de Wereldkampioenschappen roeien in Belgrado (Servië). De Italianen Nicolò Carucci, Andrea Panizza, Luca Chiumento en Giacomo Gentili worden op ruime afstand tweede en het brons gaat naar de Poolse boot met Dominik Czaja, Fabian Barański, Mirosław Ziętarski en Mateusz Biskup.[11]
- Wetenschap en technologie
  - 1839 - Eerste glasplaatfoto, door John Herschel.
  - 1892 - De Amerikaanse astronoom Edward Emerson Barnard ontdekt Amalthea, de derde maan van Jupiter.
  - 1982 - De eerste privaat gebouwde raket is gelanceerd van een Texaanse ranch. De Conestoga 1 raket is gebouwd door Space Services Inc. of America en bestaat uit reserveonderdelen van andere raketten.[12]
  - 2014 - Apple Inc kondigt 2 nieuwe versies van de iPhone aan: de iPhone 6 en de iPhone 6 Plus.
  - 2022 - Chinese wetenschappers maken bekend dat er een nieuw mineraal is ontdekt in materiaal van de maan dat naar de Aarde is gebracht door het onbemande Chang'e 5 ruimtevaartuig. Het mineraal heeft de naam Changesite gekregen, naar de Chinese godin van de maan Chang’e. China is het derde land, na de Verenigde Staten en de Sovjet-Unie, dat een mineraal op de maan heeft ontdekt.[13]
  - 2023 - Lancering van een Falcon 9 raket van SpaceX vanaf Kennedy Space Center Lanceercomplex 40 voor de Starlink group 6-14 missie met 22 Starlink satellieten.[14]

## Geboren

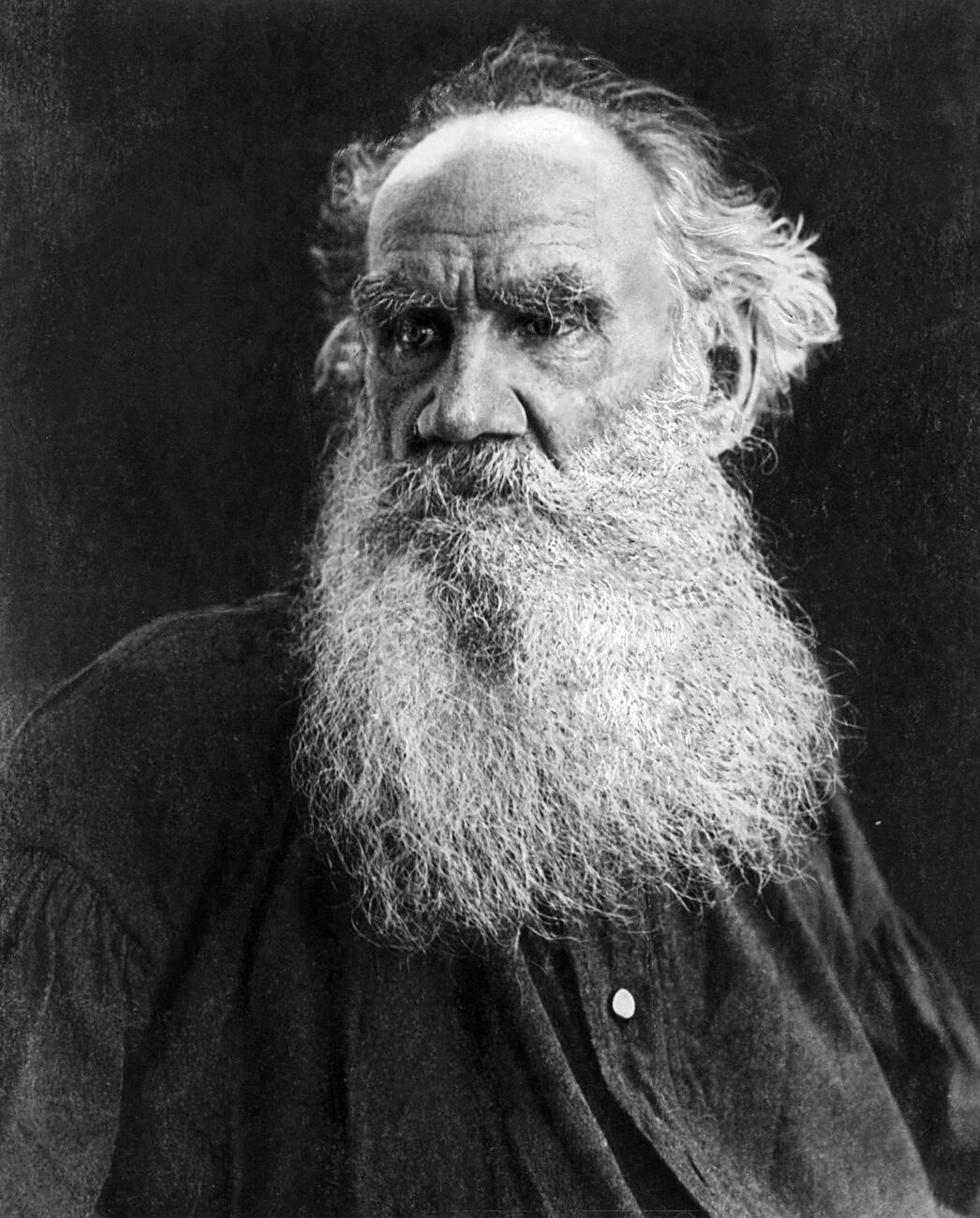
Lev Tolstoj
geboren in 1828

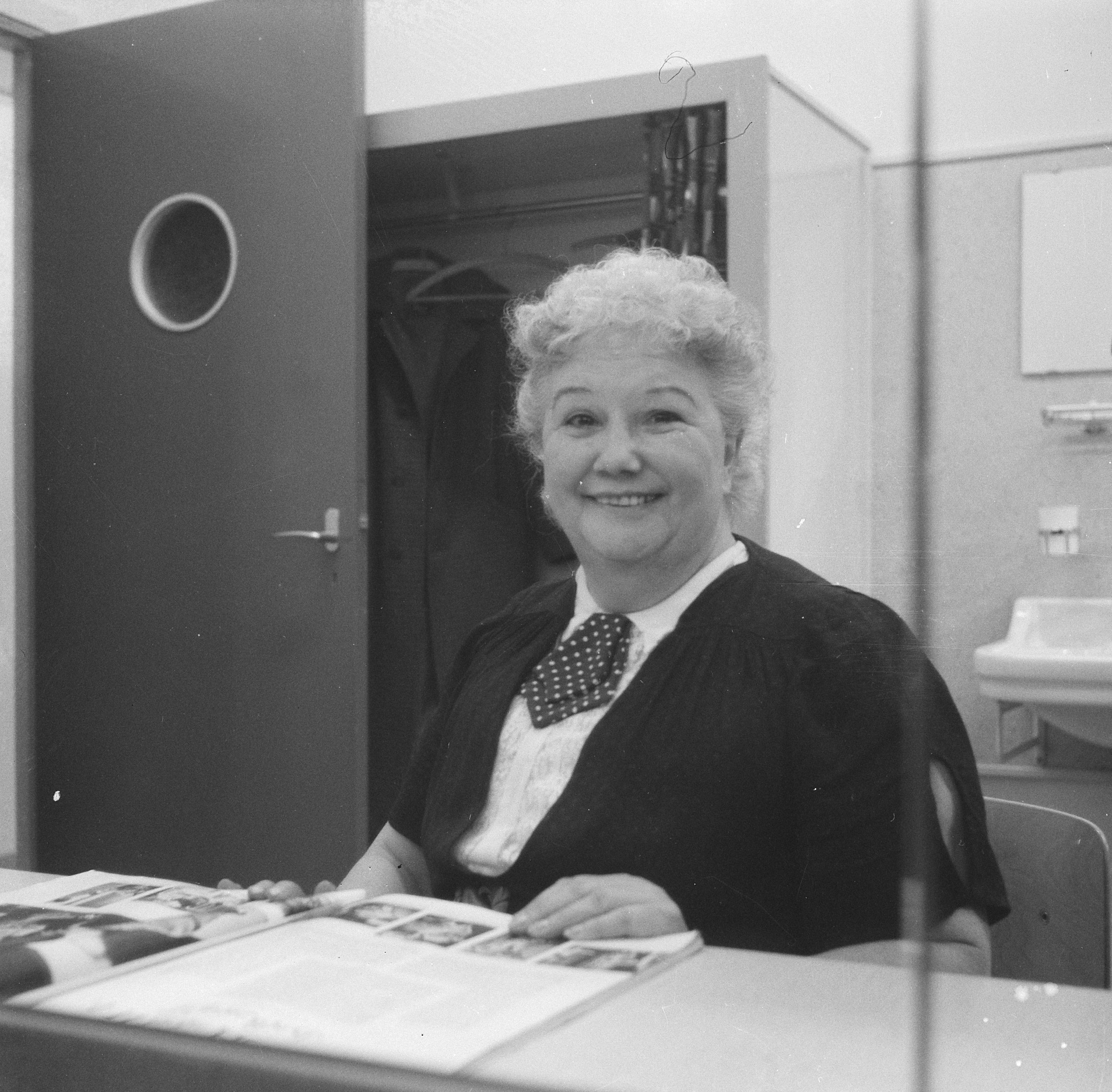
Sophie Stein
geboren in 1892

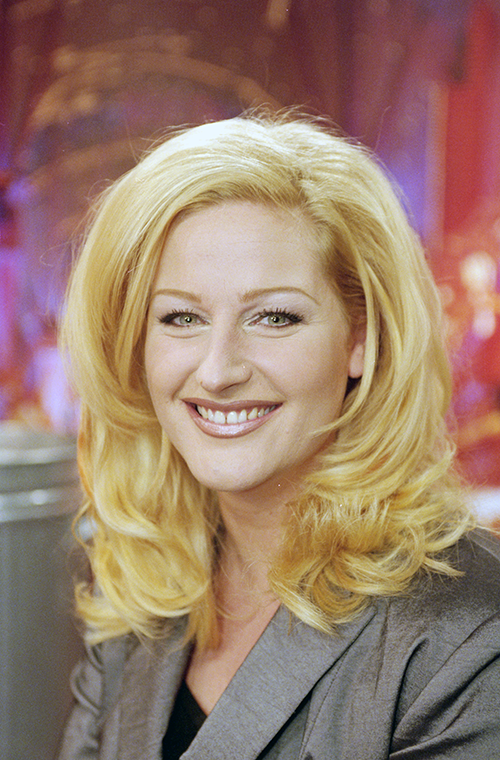
Christine van der Horst
geboren in 1966

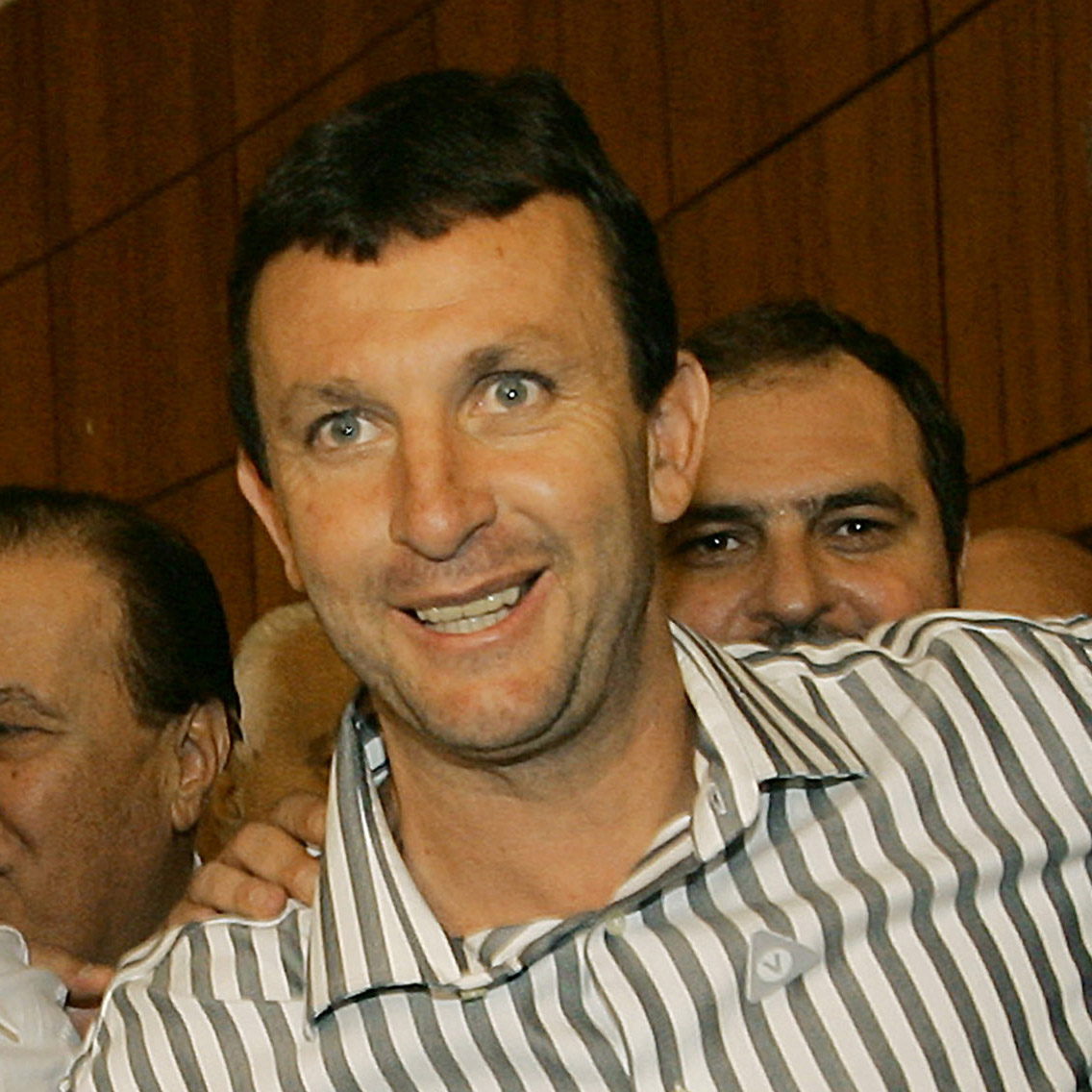
José Ferreira Neto
geboren in 1966

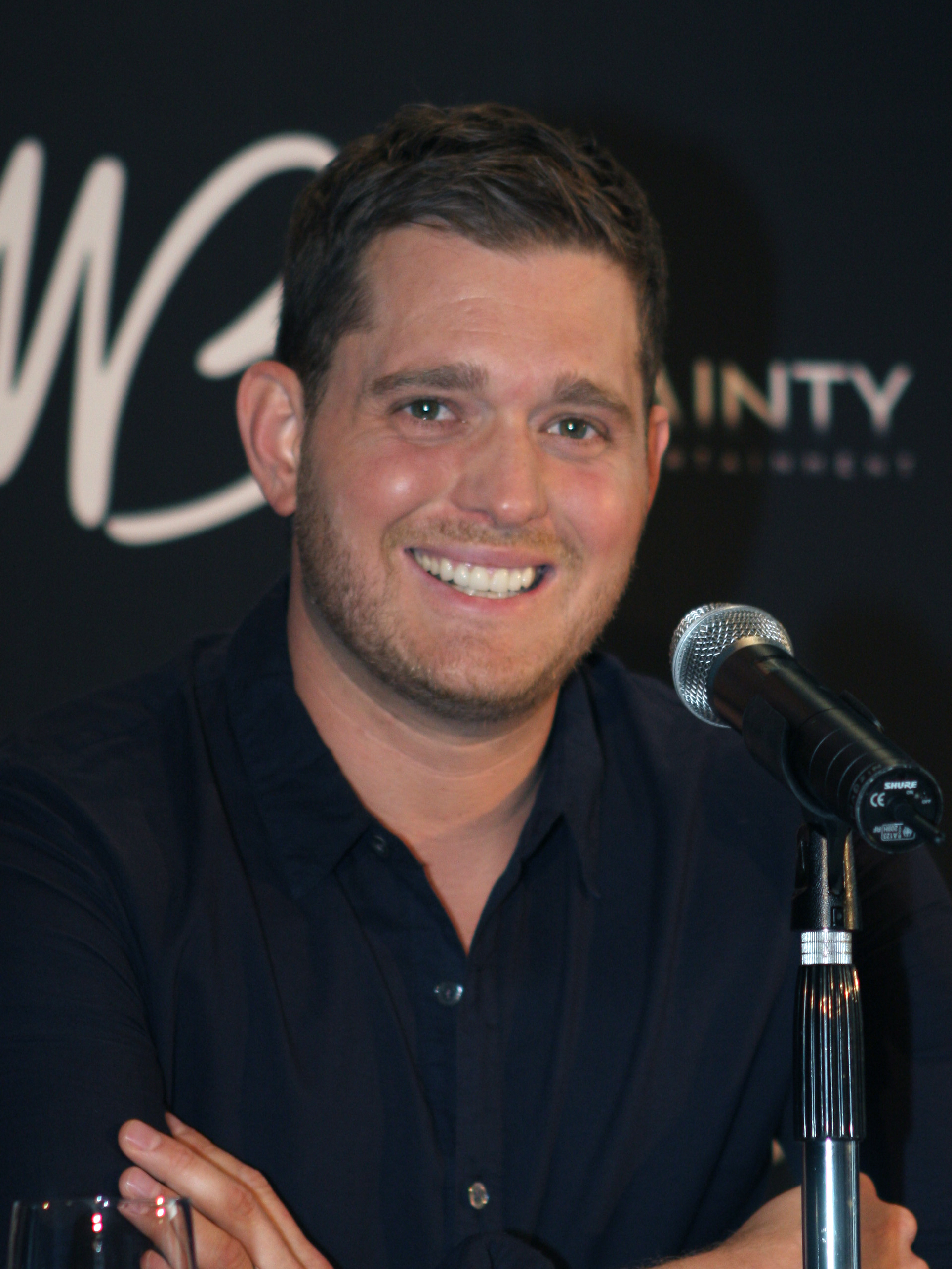
Michael Bublé
geboren in 1975

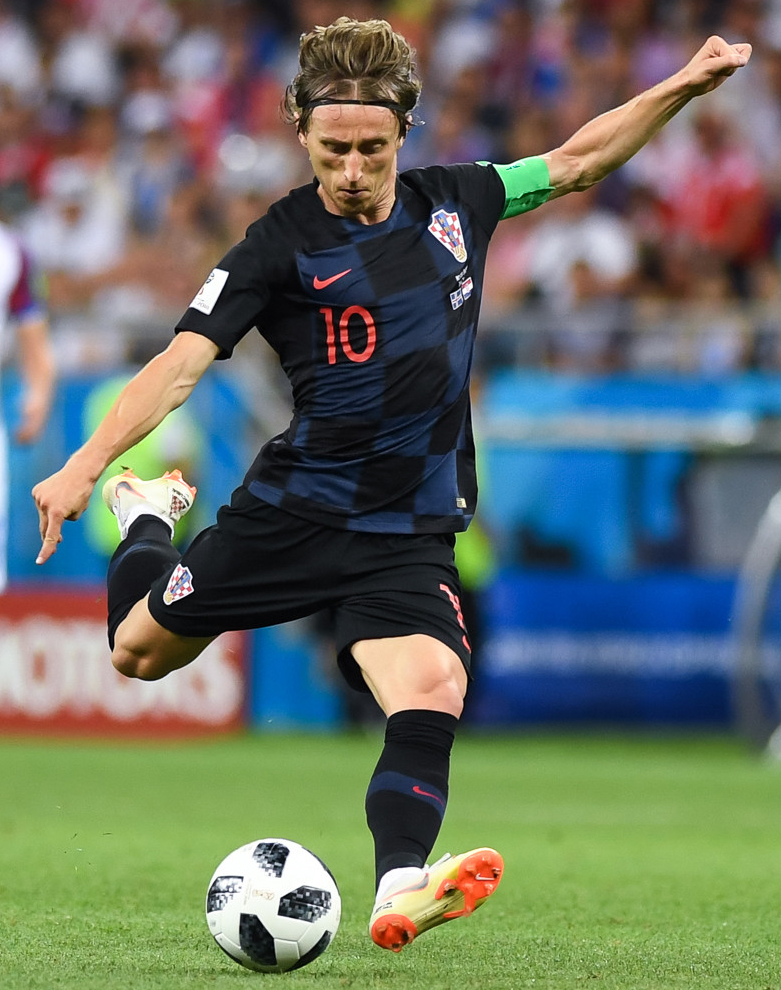
Luka Modrić
geboren in 1985

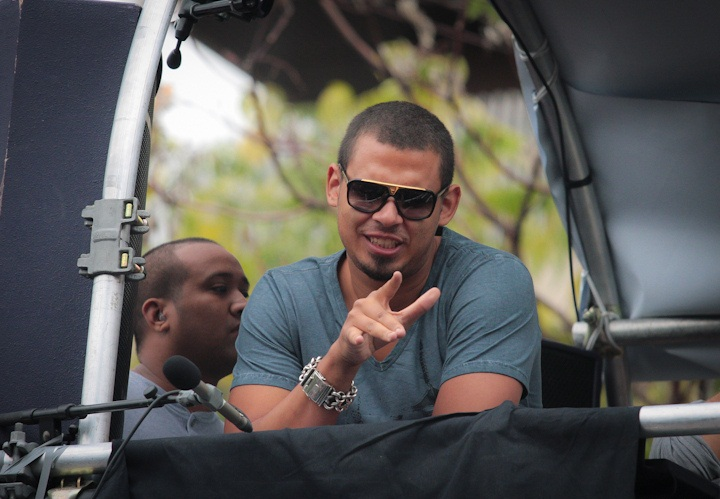
Nick van de Wall (Afrojack)
geboren in 1987

- 215 - Aurelianus, keizer van het Romeinse Rijk (overleden 275)
- 384 - Honorius, keizer van het West-Romeinse Rijk (overleden 423)
- 1585 - Kardinaal de Richelieu, Frans leider, adviseur van Lodewijk XIII van Frankrijk (overleden 1642)
- 1594 - Gustaaf II Adolf van Zweden, koning van Zweden (overleden 1632)
- 1694 - John Vanderbank, Engels kunstschilder (overleden 1739)
- 1737 - Luigi Galvani, Italiaans arts en natuurkundige (overleden 1798)
- 1754 - William Bligh, Brits marine-officier, gezagvoerder van de Bounty (overleden 1817)
- 1825 - Dieudonné Dagnelies, Belgisch componist en dirigent (overleden 1894)
- 1828 - Lev Tolstoj, Russisch schrijver (overleden 1910)
- 1832 - Jacobus Van Rompuy, Belgisch politicus (overleden 1911)
- 1833 - Rosier Faassen, Nederlands toneelschrijver en acteur (overleden 1907)
- 1839 - Maria Swanenburg, Nederlands crimineel (overleden 1915)
- 1840 - Gentil Theodoor Antheunis, Belgisch schrijver (overleden 1907)
- 1854 - Anton Dreesmann, Nederlands ondernemer (overleden 1934)
- 1857 - Alice Ronner, Belgisch kunstschilderes (overleden 1957)
- 1873 - Max Reinhardt, Oostenrijks-Amerikaans regisseur en acteur (overleden 1943)
- 1875 - Johan Kerkmeijer, ereburger van Hoorn (overleden 1956)
- 1887 - Andres Luna de San Pedro, Filipijns architect (overleden 1952)
- 1890 - Kurt Lewin, Duits psycholoog (overleden 1947)
- 1890 - Harland Sanders, Amerikaans ondernemer (overleden 1980)
- 1892 - Sophie Stein, Nederlands cabaretière en actrice (overleden 1973)
- 1898 - Albert Bockstael, Belgisch kunstschilder (overleden 1989)
- 1901 - Meyer Sluyser, Nederlands journalist, radiocommentator en publicist (overleden 1973)
- 1902 - Fred Tootell, Amerikaans atleet (overleden 1964)
- 1905 - Frederik August Betlem, Nederlands jeugdboekenschrijver (overleden 1977)
- 1909 - Douglas Fairbanks jr., Amerikaans acteur (overleden 2000)
- 1909 - Arthur Jonath, Duits atleet (overleden 1963)
- 1911 - John Gorton, premier van Australië (overleden 2002)
- 1912 - Dalisay Aldaba, Filipijns operazangeres (overleden 2006)
- 1913 - Bert Garthoff, Nederlands presentator (overleden 1997)
- 1915 - Steven Barends, Nederlands schrijver (overleden 2008)
- 1918 - Oscar Luigi Scalfaro, negende president van Italië (overleden 2012)
- 1922 - Hans Dehmelt, Amerikaans natuurkundige en Nobelprijswinnaar (overleden 2017)
- 1923 - Daniel Carleton Gajdusek, Amerikaans viroloog en Nobelprijswinnaar (overleden 2008)
- 1923 - Jan Heijmans, Nederlands priester en politicus (overleden 1973)
- 1923 - Cliff Robertson, Amerikaans acteur (overleden 2011)
- 1923 - Marcel Zanini, Turks-Frans jazzklarinettist (overleden 2023)
- 1924 - Sylvia Miles, Amerikaans actrice (overleden 2019)
- 1924 - Rik Van Steenbergen, Belgisch wielrenner (overleden 2003)
- 1926 - Hector Gosset, Belgisch atleet (overleden 2007)
- 1926 - Yusuf al-Qaradawi, Egyptisch islamtheoloog (overleden 2022)
- 1928 - Gaston Durnez, Belgisch dichter, schrijver en journalist (overleden 2019)
- 1928 - Sol LeWitt, Amerikaans object- en conceptkunstenaar (overleden 2007)
- 1932 - Ali Doelman-Pel, Nederlands politicus (overleden 2020)
- 1933 - Rafael Taléns Pello, Spaans componist en muziekpedagoog (overleden 2012)
- 1934 - Nicholas Liverpool, Dominicaans president (overleden 2015)
- 1934 - Waldo Machado da Silva (Waldo), Braziliaans voetballer (overleden 2019)
- 1935 - Rob Herwig, Nederlands publicist (overleden 2022)
- 1935 - Chaim Topol, Israëlisch acteur (overleden 2023)
- 1939 - Zbigniew Namysłowski, Pools jazzmuzikant (overleden 2022)
- 1939 - Reuven Rivlin, Israëlisch politicus; 2014-21 president van Israël
- 1940 - Hans van Doorneveld, Nederlands voetballer en voetbalcoach (overleden 2008)
- 1941 - Otis Redding, Amerikaans soulzanger (overleden 1967)
- 1941 - Dennis Ritchie, Amerikaans informaticus (overleden 2011)
- 1942 - Ted Herold, Duits schlagerzanger (overleden 2021)
- 1944 - Olga de Haas, Nederlands balletdanseres (overleden 1978)
- 1944 - Flávio Almeida da Fonseca, Braziliaans voetballer
- 1944 - George Mraz, Amerikaans jazzbassist (overleden 2021)
- 1945 - Ton van Heugten, Nederlands motorcrossrijder (overleden 2008)
- 1945 - Dee Dee Sharp, Amerikaans zangeres
- 1946 - Evert Kroon, Nederlands waterpoloër (overleden 2018)
- 1946 - Bruce Palmer, Canadees bassist (overleden 2004)
- 1946 - Billy Preston, Amerikaans muzikant (overleden 2006)
- 1949 - Charlie Bird, Iers journalist en presentator (overleden 2024)
- 1949 - John Curry, Brits kunstschaatser (overleden 1994)
- 1949 - Kristen Nygaard, Deens voetballer
- 1950 - René Mücher, Nederlands voetballer
- 1951 - Johan Van Wezer, Belgisch atleet
- 1951 - Tom Wopat, Amerikaans acteur
- 1952 - Manuel Göttsching, Duits muzikant (overleden 2022)
- 1952 - Dianne Marchal, Nederlands zangeres
- 1952 - David A. Stewart, Brits muzikant
- 1954 - Walter Davis, Amerikaans basketballer (overleden 2023)
- 1955 - Marleen Mols, Belgisch atlete
- 1956 - Arjan Ederveen, Nederlands acteur
- 1956 - Édson Gomes Bonifácio, Braziliaans voetballer
- 1956 - Silviu Lung, Roemeens voetballer
- 1957 - Šefik Džaferović, Bosnisch president
- 1959 - René ten Bos, Nederlands filosoof en organisatiedeskunduge
- 1960 - Hugh Grant, Brits acteur
- 1960 - Urmas Sisask, Ests dirigent en componist (overleden 2022)
- 1960 - Miro Ukalovic, Zweeds voetbalscheidsrechter
- 1961 - Matjaž Kek, Sloveens voetballer en voetbalcoach
- 1962 - Mark Linkous, Amerikaans zanger en muzikant (overleden 2010)
- 1963 - Roberto Donadoni, Italiaans voetballer en voetbalcoach
- 1963 - Markus Wasmeier, Duits alpineskiër
- 1965 - Peter Bulckaen, Belgisch acteur
- 1965 - Fiona Hering, Nederlands columniste, journaliste, publiciste en televisiepresentatrice
- 1965 - Marcel Peeper, Nederlands voetballer
- 1966 - Georg Hackl, Duits rodelaar
- 1966 - Christine van der Horst, Nederlands televisiepresentatrice
- 1966 - José Ferreira Neto, Braziliaans voetballer
- 1966 - Adam Sandler, Amerikaans acteur, komiek
- 1966 - Alison Sydor, Canadees mountainbikester en wielrenster
- 1966 - Simone Walraven, Nederlands televisiepresentatrice en actrice
- 1967 - B.J. Armstrong, Amerikaans basketballer
- 1968 - Jon Drummond, Amerikaans atleet
- 1968 - Adrián Paz, Uruguayaans voetballer
- 1969 - Gert Aandewiel, Nederlands voetballer en voetbalcoach
- 1971 - Stella Gommans, Nederlands televisiepresentatrice
- 1971 - Eric Stonestreet, Amerikaans acteur
- 1972 - Adam James, Engels acteur
- 1972 - Jakko Jan Leeuwangh, Nederlands schaatser
- 1972 - Miriam Oremans, Nederlands tennisster
- 1972 - Goran Višnjić, Kroatisch-Amerikaans acteur
- 1973 - Jérôme Golmard, Frans tennisser (overleden 2017)
- 1973 - Karin Hoogesteger, Nederlands beeldend kunstenaar
- 1975 - Michael Bublé, Canadees jazzzanger
- 1976 - Helena Kirop, Keniaans atlete
- 1976 - Aki Riihilahti, Fins voetballer
- 1977 - Sisay Bezabeh, Australisch atleet
- 1977 - Piotr Bobras, Pools schaker
- 1978 - Shane Battier, Amerikaans basketballer
- 1978 - Robert Cheboror, Keniaans atleet
- 1979 - Igone de Jongh, Nederlands balletdanseres
- 1980 - Ragnhild Aamodt, Noors handbalster
- 1980 - Michelle Williams, Amerikaans actrice
- 1981 - Markus Fothen, Duits wielrenner
- 1981 - Wudstik, Nederlands muzikant
- 1982 - Francesco Gabbani, Italiaans zanger
- 1982 - Jonathan Jeremiah, Engels zanger
- 1982 - Peter Kiplagat Chebet, Keniaans atleet
- 1982 - Tom Prinsen, Nederlands schaatser
- 1983 - Zoe Kazan, Amerikaans actrice
- 1983 - Dewi Pechler, Nederlands zangeres
- 1983 - Vojtěch Schulmeister, Tsjechisch voetballer
- 1984 - Rosanne Hertzberger, Nederlands microbiologe, columniste en schrijfster
- 1984 - Andrej Silnov, Russisch atleet
- 1985 - Nassir Maachi, Nederlands voetballer
- 1985 - Luka Modrić, Kroatisch voetballer
- 1986 - Daniel Bailey, atleet uit Antigua en Barbuda
- 1986 - Brittney Reese, Amerikaans atlete
- 1987 - Nick van de Wall (Afrojack), Nederlands dj
- 1987 - Guy Barnea, Israëlisch zwemmer
- 1987 - Sebastian Colloredo, Italiaans schansspringer
- 1987 - Andrea Petković, Duits tennisster
- 1988 - Charlene Meulenberg, Nederlands zangeres
- 1989 - Amber Brantsen, Nederlands nieuwslezeres
- 1989 - Johnny Cecotto jr., Venezolaans autocoureur
- 1989 - Gylfi Sigurðsson, IJslands voetballer
- 1990 - Paul Eckert, Duits freestyleskiër
- 1990 - Ophélie-Cyrielle Étienne, Frans zwemster
- 1990 - Melody Klaver, Nederlands actrice
- 1991 - Kelsey Chow, Amerikaans actrice
- 1991 - Lauren Daigle, Amerikaans zangeres
- 1991 - Jann Mardenborough, Brits autocoureur
- 1991 - Oscar dos Santos Emboaba Júnior (Oscar), Braziliaans voetballer
- 1992 - Madiea Ghafoor, Nederlands atlete
- 1993 - Sharon van Rouwendaal, Nederlands zwemster
- 1993 - Javier Vet, Nederlands voetballer
- 1993 - Tessa Wallace, Australisch zwemster
- 1994 - Lynn Blenckers, Nederlands volleybalster
- 1995 - André Rudersdorf, Duits autocoureur
- 1996 - Lennard Kämna, Duits wielrenner
- 1997 - Rachael Karker, Canadees freestyleskiester
- 1997 - Daniel Rowden, Brits atleet
- 1998 - Dorian Boccolacci, Frans autocoureur
- 1998 - Jesús Marimón, Colombiaans voetballer
- 1998 - Choi Min-jeong, Zuid-Koreaans shorttrackster
- 1998 - Mikael Ymer, Zweeds tennisser
- 1999 - Bilal Hassani, Frans zanger
- 1999 - Ádám Kristóf Karl, Hongaars wielrenner
- 1999 - Nicole Shields, Nieuw-Zeelands wielrenster
- 2000 - Marisa Olislagers, Nederlands voetbalster
- 2001 - Alexandre Penetra, Portugees voetballer
- 2001 - Bryan Zaragoza, Spaans voetballer
- 2003 - Laura Blindkilde, Engels voetbalster
- 2004 - Jorg Schreuders, Nederlands voetballer

## Overleden
- 701 - Paus Sergius I

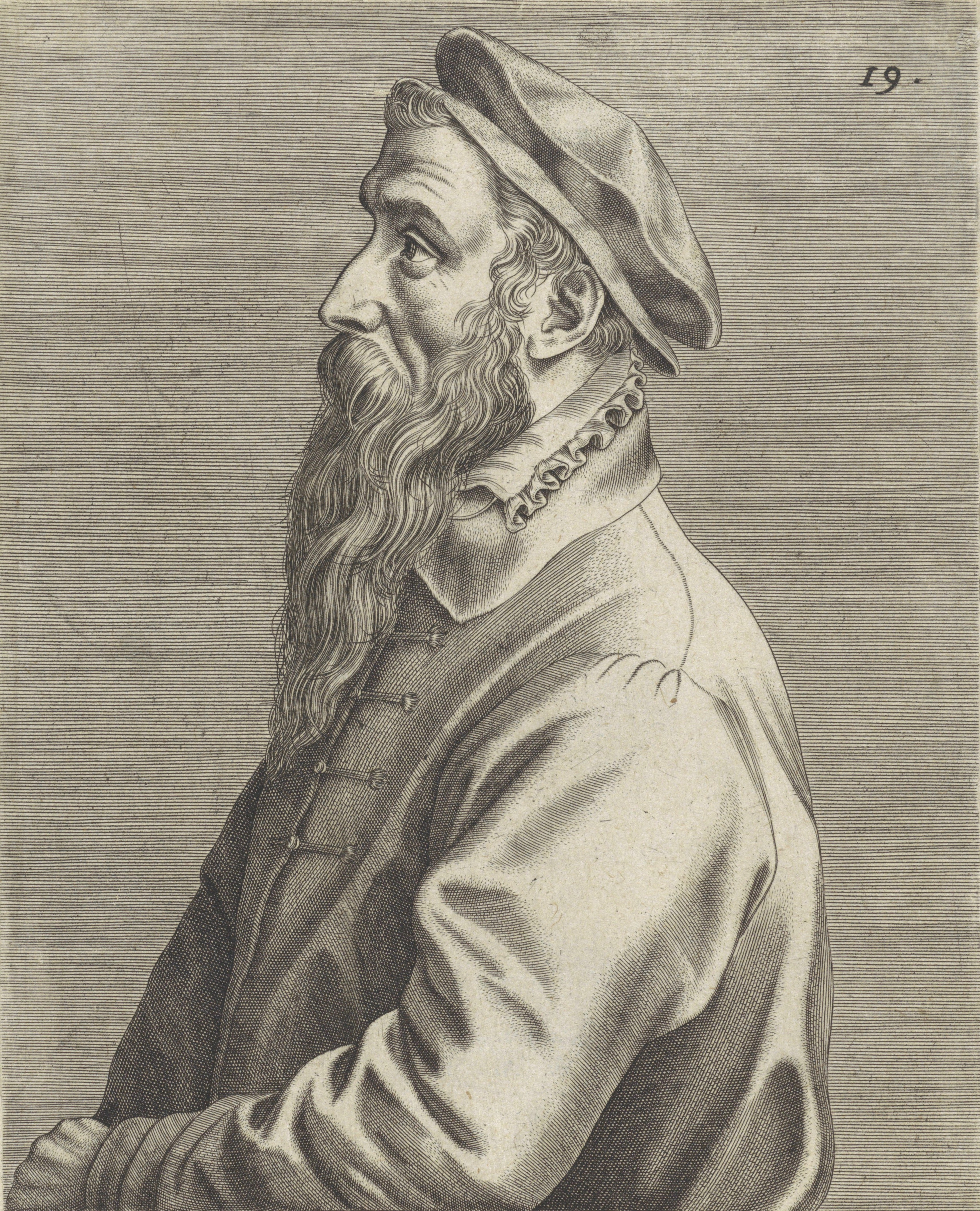
Pieter Bruegel de Oude
overleden in 1569

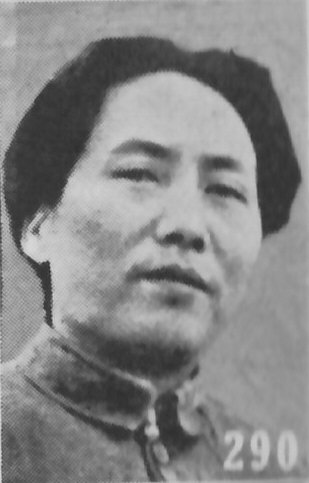
Mao Zedong
overleden in 1976

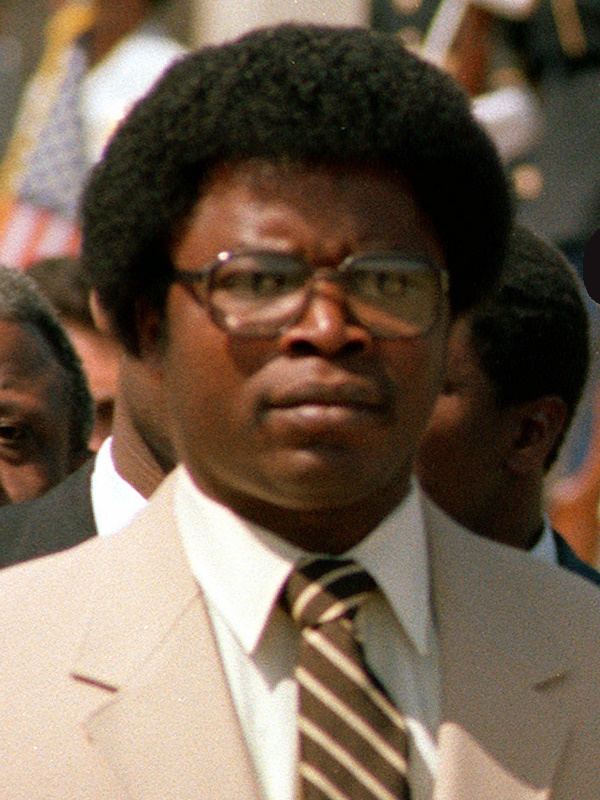
Samuel Doe
overleden in 1990

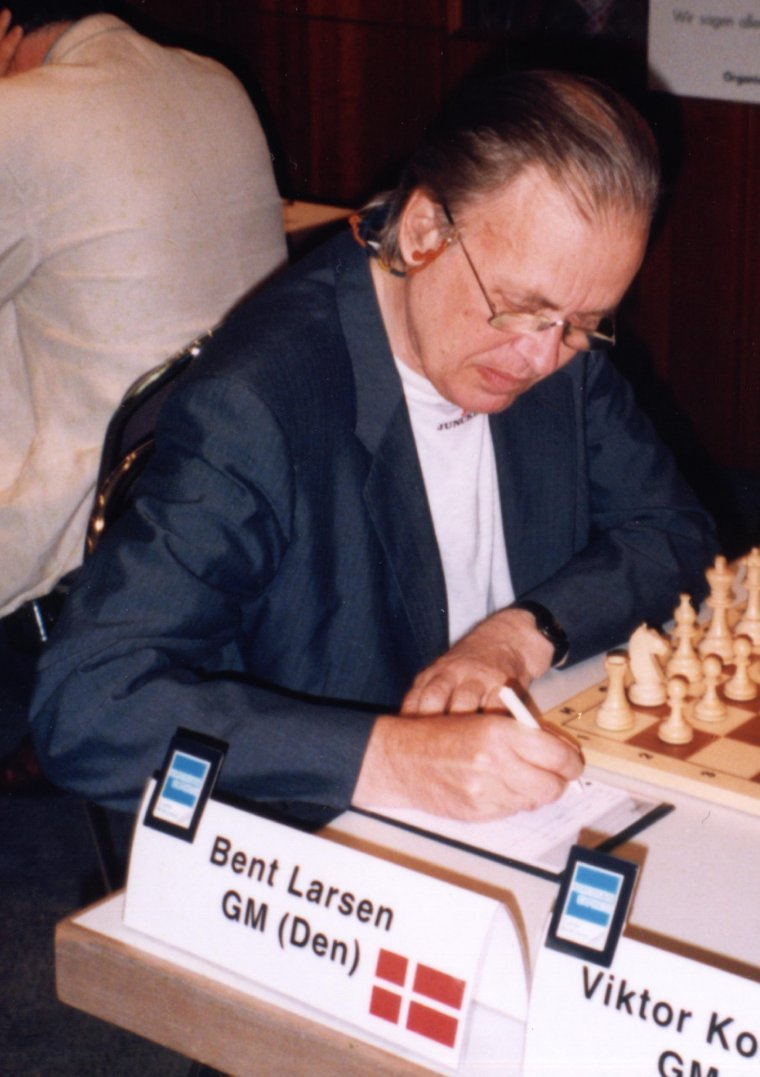
Bent Larsen
overleden in 2010

- 1000 - Olaf I van Noorwegen (ca. 37)
- 1087 - Willem I van Engeland (60)
- 1285 - Cunigonde van Slavonië (39), koningin van Bohemen
- 1488 - Frans II (53), graaf van Bretagne
- 1513 - Jacobus IV van Schotland
- 1569 - Pieter Bruegel de Oude (ca. 39-44), Nederlands kunstschilder
- 1599 - Magdalena van Waldeck-Wildungen (ca. 41), Duits gravin
- 1815 - John Singleton Copley (77), Amerikaans schilder
- 1868 - Mzilikazi (ca. 72), koning van de Noord-Ndebele
- 1901 - Henri de Toulouse-Lautrec (36), Frans schilder en graficus
- 1917 - Edward Hibberd Johnson (53), Amerikaans uitvinder
- 1922 - Warmolt Tonckens (73), Nederlands jurist en gouverneur van Suriname
- 1926 - Anton Jørgen Andersen (80), Noors componist/cellist
- 1944 - Oscar Naert (31), Belgisch atleet
- 1947 - Victor Horta (86), Belgisch architect
- 1959 - Ramón Fonst (76), Cubaans schermer
- 1963 - Thomas Beck, (63) Noors componist
- 1963 - Jan Schouten (80), Nederlands politicus
- 1969 - Willy Mairesse (40), Belgisch autocoureur
- 1969 - Fernand Wambst (56), Frans wielrenner
- 1976 - Willem van Cappellen (87), Nederlands hoorspelacteur en -regisseur
- 1976 - Mao Zedong (82) Chinees politicus en partijleider
- 1978 - Jack Warner (86), Amerikaans studio-oprichter Hollywood
- 1981 - Jacques Lacan (80), Frans psychoanalyticus en psychiater
- 1983 - Luis Monti (82), Italo-Argentijns voetballer
- 1987 - Gerrit Jan Heijn (56), Nederlands topman Ahold
- 1990 - Nicola Abbagnano (89), Italiaans filosoof
- 1990 - Samuel Doe (40), president van Liberia
- 1991 - Åke Holmberg (84), Zweeds schrijver en vertaler
- 1991 - Concetto Lo Bello (67), Italiaans voetbalscheidsrechter
- 1996 - Bill Monroe (84), Amerikaans zanger
- 1997 - Rowland George (92), Brits roeier
- 1997 - John Hackett (86), Brits militair en schrijver
- 1997 - Burgess Meredith (89), Amerikaans acteur
- 1999 - Fons van der Stee (71), Nederlands politicus en fiscalist
- 1999 - Arie de Vroet (80), Nederlands voetballer en voetbalcoach
- 2000 - Ad Noyons (84), Nederlands acteur
- 2001 - Achmed Sjah Massoud (48), Afghaans militair leider
- 2002 - Peter Tetteroo (55), Nederlands zanger
- 2003 - Victor Max de Miranda (89), Surinaams politicus en bankpresident
- 2003 - Edward Teller (95), Hongaars-Amerikaans natuurkundige
- 2005 - Mil Lenssens (78), Belgisch televisieprogrammamaker (geestelijk vader van het kinderprogramma Tik Tak)
- 2006 - Émilie Mondor (25), Canadees olympisch atleet
- 2007 - Hughie Thomasson (55), Amerikaans zanger, gitarist en tekstschrijver van The Outlaws
- 2010 - Peter Dzúrik (41), Slowaaks voetballer
- 2010 - Bent Larsen (75), Deens schaker
- 2012 - Ron Taylor (78), Australisch haaiexpert, onderwaterfilmer
- 2013 - Forrest Thomas (60), Amerikaans zanger
- 2015 - Bas Paauwe jr. (79), Nederlands voetballer en voetbaltrainer
- 2017 - Velasio De Paolis (81), Italiaans kardinaal
- 2018 - Silvio Grassetti (82), Italiaans motorcoureur
- 2019 - Brian Barnes (74), Schots golfspeler
- 2019 - Robert Frank (94), Amerikaans fotograaf
- 2019 - Pier van Gosliga (93), Nederlands burgemeester
- 2019 - Jarzinho Pieter (31), Curaçaos voetballer
- 2020 - Arnulfo Fuentebella (74), Filipijns politicus
- 2020 - Shere Hite (77), Duits seksvoorlichtster en feministe
- 2021 - Urbain Braems (87), Belgisch voetballer en trainer
- 2021 - Els Denneboom-Frank (93), Nederlands zakenvrouw
- 2021 - Jan Leegwater (83), Nederlands politicus en burgemeester
- 2021 - Aarnout Loudon (84), Nederlands topfunctionaris en politicus
- 2021 - Jozef Smets (107), Belgisch pastoor, eeuweling en oudste man van België
- 2021 - Jan Zijlstra (82), Nederlands evangelist
- 2022 - Jack Ging (90), Amerikaans acteur
- 2022 - Pierre Muller (70), Zwitsers politicus
- 2022 - Dick Verbakel (68), Nederlands priester
- 2023 - Mangosuthu Buthelezi (95), Zuid-Afrikaans politicus en Zoeloe-prins
- 2024 - James Earl Jones (93), Amerikaans acteur en stemacteur
- 2024 - Caterina Valente (93), Frans-Italiaans zangeres

## Viering/herdenking

Onafhankelijk Tadzjikistan

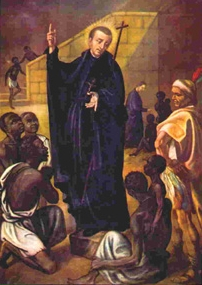
Petrus Claver

- Onafhankelijkheidsdag van Tadzjikistan
- Japan - Chrysanthemum dag (Kiku no Sekku)
- Rooms-katholieke kalender:
  - Heilige Petrus Claver († 1654) - Vrije Gedachtenis
  - Heilige Queranus († c. 546) - Gedachtenis in Ierland
  - Heilige Gorgonius van Nicomedië († 303)
  - Heilige Audomar(us) (van St.-Omer) († 670) - Gedachtenis (in bisdom Brugge)
  - Heilige Wilfri(e)da (van Wilton) († 988)
  - Zalige Eythemia Üffing († 1955)
  - Zalige Jacques Laval († 1864)
  - Zalige Frédéric Ozanam († 1853)

## Weerextremen

### Nederland
| | Officiële records | Officiële records | Officiële records |      | Landelijke records | Landelijke records | Landelijke records                                                                               |
| Gebeurtenis | Jaar              | Extreem           | Locatie           | Jaar | Extreem            | Locatie            |                                                                                                  |
| --- | ----------------- | ----------------- | ----------------- | ---- | ------------------ | ------------------ | ------------------------------------------------------------------------------------------------ |
| Laagste etmaalgemiddelde temperatuur (°C) | 1912              | 9,7               | De Bilt           |      | 1912 1986          | 8,9                | Maastricht Twenthe                                                                               |
| Hoogste etmaalgemiddelde temperatuur (°C) | 2005              | 20,8              | De Bilt           |      | 2023               | 23,4               | Vlissingen                                                                                       |
| Laagste minimumtemperatuur (°C) | 1986              | 3,7               | De Bilt           |      | 1986               | 0,7                | Deelen                                                                                           |
| Hoogste minimumtemperatuur (°C) | 2005              | 16,3              | De Bilt           |      | 2005               | 19,1               | Vlissingen                                                                                       |
| Laagste maximumtemperatuur (°C) | 1974              | 13,9              | De Bilt           |      | 1912               | 11,8               | De Kooy                                                                                          |
| Hoogste maximumtemperatuur (°C) | 2023              | 29,5              | De Bilt           |      | 2023               | 31,0               | Westdorpe                                                                                        |
| Hoogste uurgemiddelde windsnelheid (m/s) | 1905, 1908        | 11,3              | De Bilt           |      | 1965               | 22,6               | De Kooy                                                                                          |
| Hoogste windstoot (m/s) | 1954              | 17,5              | De Bilt           |      | 2001               | 27,0               | IJmuiden, Lauwersoog                                                                             |
| Langste zonneschijnduur (uur) | 2006              | 12,2              | De Bilt           |      | 2004 2006 2012     | 12,2               | Cabauw, Gilze-Rijen, Hoorn Terschelling, Volkel De Bilt, Eindhoven, Gilze-Rijen, Schiphol Cabauw |
| Langste neerslagduur (uur) | 2013              | 10,0              | De Bilt           |      | 1995               | 14,1               | Leeuwarden                                                                                       |
| Hoogste etmaalsom van de neerslag (mm) | 1924              | 29,0              | De Bilt           |      | 2005               | 53,6               | Gilze-Rijen                                                                                      |
| Laagste etmaalgemiddelde relatieve vochtigheid (%) | 1921              | 58                | De Bilt           |      | 1921               | 43                 | Maastricht                                                                                       |
| Laagste uurwaarde luchtdruk op zeeniveau (hPa) | 1984              | 992,5             | De Bilt           |      | 1984               | 989,6              | Leeuwarden                                                                                       |
| Hoogste uurwaarde luchtdruk op zeeniveau (hPa) | 1907              | 1033,1            | De Bilt           |      | 1907               | 1033,8             | De Kooy                                                                                          |
| Officiële records worden altijd gemeten op het KNMI-weerstation in De Bilt. Landelijke records kunnen worden gemeten op elk officieel KNMI-weerstation in Nederland. |                   |                   |                   |      |                    |                    |                                                                                                  |

Uitzonderlijke gebeurtenissen
- 1928 - Laatste officiële zomerse dag van het jaar (maximumtemperatuur ≥ 25 °C in De Bilt)
- 1939 - Laatste officiële zomerse dag van het jaar (maximumtemperatuur ≥ 25 °C in De Bilt)
- 2002 - Laatste officiële zomerse dag van het jaar (maximumtemperatuur ≥ 25 °C in De Bilt)
- 2012 - Laatste officiële zomerse dag van het jaar (maximumtemperatuur ≥ 25 °C in De Bilt)
- 2021 - Laatste officiële zomerse dag van het jaar (maximumtemperatuur ≥ 25 °C in De Bilt)

### België
Dagrecords
- 1851 - Laagste etmaalgemiddelde temperatuur 10,1 °C
- 2023 - Hoogste etmaalgemiddelde temperatuur 24,4 °C[17]
- 1931 - Laagste minimumtemperatuur 4,4 °C
- 2023 - Hoogste maximumtemperatuur 31,7 °C[17]
- 2001 - Hoogste etmaalsom van de neerslag 28 mm

<< · 1 · 2 · 3 · 4 · 5 · 6 · 7 · 8 · 9 · 10 · 11 · 12 · 13 · 14 · 15 · 16 · 17 · 18 · 19 · 20 · 21 · 22 · 23 · 24 · 25 · 26 · 27 · 28 · 29 · 30 · >>